# 13793 Laubernasconi
13793 Laubernasconi este un asteroid din centura principală de asteroizi.

## Descriere
13793 Laubernasconi este un asteroid din centura principală de asteroizi. A fost descoperit pe 11 noiembrie 1998 la Caussols, în cadrul proiectului ODAS. Asteroidul prezintă o orbită caracterizată de o semiaxă mare de 3,02 ua, o excentricitate de 0,17 și o înclinație de 2,4° în raport cu ecliptica.